# Мовчи сум, мовчи
«Мовчи, сум, мовчи» — український художній 2-серійний німий фільм Петра Чардиніна та акторки Віри Холодної. Остання акторська робота зірки німого кіно. Фільм складається з двох частин, але збереглася лише перша частина. Фільм перейшов в громадське надбання.

## Сюжет
Скрипач-еквілібрист Лоріо (Петро Чардиніна) і його дружина Пола (Віра Холодна) отримують бенефіс в цирку. Під час виконання складного номера підвипивший Лоріо трачає рівновагу і падає з великої висоти. Він залишається живий, але каліцтво позбавляє його можливості виступати. Пола і Лоріо живуть надголодь, заробляючи справжню дрібницю як вуличні музиканти.
Одного разу Полу  і Лоріо помічають комерсант Прахов (Іван Худолєєв), що повертаються  з прогулянки та його приятель Зарицький (Йосип Рунич). Пола подобається обом, і вони вирішують запросити музикантів на вечірку. Прахов починає відверто доглядати Полу, дарує їй дороге намисто і пропонує кинути жебрака Лоріо і переїхати до нього. Пола спочатку відмовляється, але потім приймає його пропозицію. Вона посилає на квартиру Лоріо прахівського камердинера (Михайло Массін), який має передати Лоріо прощальний лист та забрати речі Поли. 
Лоріо у розпачі, а Пола починає нове життя. Вона забезпечена та щаслива, безтурботна та легковажна. Проте її легковажність швидко набридає Прахову. Він бачить, що Пола подобається багатому поміщику Телепньову (Вітольд Полонський). Вирішивши позбутися дівчини, він пропонує її Телепньову,  каламбуру  з приводу її імені «із Поли в Полу». Пола, випадково почувши цю розмову, спалахує і покриває з Праховим, не залишаючи надії і Телепньову. Але й повертатися до Лоріо вона не бажає. У цей момент їй пропонує Зарицький і Пола переїжджає до нього. 
Зарицький живе як забезпечений міщанин, але він пристрасний та невдалий гравець. Програвши велику суму Телепньову, він краде у Поли намисто, подароване їй Праховим, а потім підробляє банківський чек. Телепньов запрошує Зарницького разом із Полою до себе на вечірку. Пола не хоче йти, до Зарницького, якому необхідно щось зробити, щоб Телепньов не пред'явив до оплати фальшивий чек, умовляє її піти на вечірку та заспівати. Поки гості слухають Полу, Зарицький намагається викрасти чек із сейфа Телепньова, проте вмикає сигналізацію. Він намагається втекти у темній кімнаті, але Телепньов, не впізнавши у темряві, вбиває його пострілом з пістолета.   
На цьому закінчується частина першої серії фільму, що збереглася. Фінал серії, в якому Телепньов пропонує Полі, що впала у відчай, залишитися жити в нього і вона в напівнепритомності приймає його пропозицію, відомий за письмовим викладом сюжету.      
Друга серія не збереглася.   
Смерть Зарницького змушує Полу зійтись із Телепньовим. Той замовляє Волинцеву портрет Поли, художник та наступниця закохуються один в одного. Телепньов ранить художника на дуелі. Волинцев робить Полі пропозицію, але гіпнотизер-ілізіоніст Прасвіч розповідає матері Волинцевп про сумнівне минуле Поли. Та переконує Полу покинути її сина. Пола супроводжує Прасвіча, що гіпнотично діє на неї, в закордонному турне. Волинцев і Лоріо об'єднують зусилля, щоб звільнити Полу від  Прасвіча, проте замучена випробуваннями Пола помирає.   
Цей фільм є з титрами українською і російською мовами.
В РОЛЯХ 
Петро Чардинін - Лоріо, музичний ексцентрик
Віра Холодна - Пола, партнерка Лоріо
Вітольд Полонський - Телепнєв, багатий пан
Володимир Максимов - Волинцев, художник
Йосип Рунич - Заріцький
Костянтин Хохлов - Олексо Пресович
Михайло  Массін - Інокентій
Іван Худолєєв - Прахов 
Ольга Рахманова - мати Волинцева 